# Boken
Boken är en ö i Marshallöarna.   Den ligger i kommunen Arnoatollen, i den sydöstra delen av Marshallöarna, 50 km öster om huvudstaden Majuro. Arean är 0,38 kvadratkilometer.
Terrängen på Boken är platt. Öns högsta punkt är 15 meter över havet. Den sträcker sig 0,4 kilometer i nord-sydlig riktning, och 1,3 kilometer i öst-västlig riktning.